# 大红鹳
大紅鸛（學名：Phoenicopterus roseus）是最廣泛分佈的火烈鳥。

## 特徵
大紅鸛是體型最大的火烈鳥，平均高1.1–1.5公尺，重2–4公斤。紀錄最大的雄鳥可以高達1.87公尺及重4.5公斤。牠們最為接近美洲紅鸛及智利火烈鳥，有時甚至被認為是同一物種。不過這個分類似乎並不正確及缺乏證據。
大紅鸛的羽毛主要是粉紅白色，翼底是紅色的，主及次飛羽是黑色的。牠們的喙端是黑色，腳是粉紅色的。

## 分佈
大紅鸛分佈在非洲、南亞（巴基斯坦及印度沿岸）及南歐（包括西班牙、薩丁尼亞島、阿爾巴尼亞、土耳其、希臘、塞浦路斯、葡萄牙及法國）。一些群落是短距離的候鳥，經常分佈在北邊地方。牠們是印度古吉拉特邦的邦鳥。

## 壽命
最老的大紅鸛是在澳洲，至少生活了75年，但真實年齡不詳。牠於1933年到達澳洲時就已經是一隻成鳥。

## 外部連結
- Flamingo Resource Centre
- Internet Bird Collection（页面存档备份，存于）